# Městská autobusová doprava v Karlovarském kraji
Přehled provozů městské autobusové dopravy na území Karlovarského kraje.
1. července 2004 byla první etapou zavedena Integrovaná doprava Karlovarského kraje (IDOK). Integrace spočívá v zavedení tarifního zónového systému, který platí souběžně s původními tarify dopravců, a jednotném systému čipových karet. Do systému je zařazena MHD v Sokolově, regionální autobusové linky dopravců Autobusy Karlovy Vary, a.s., LIGNETA autobusy s. r. o. a Jindřich Cvinger a osobní a spěšné vlaky dopravců České dráhy a. s. a Viamont a. s. V části kraje platí též celodenní síťové jízdenky Egronet.

## Okres Karlovy Vary

### Karlovy Vary
Městskou dopravu zajišťuje asi 19 linek (s čísly v rozmezí 1–52, licenční čísla 425xxx). Provozovatelem je Dopravní podnik Karlovy Vary a. s. Zhruba do roku 2000 se psalo o integrovaném dopravním systému IDKV, který spočíval v tarifní integrací příměstských linek městského dopravce.
V roce 1988/1989 byla v krajském knižním jízdním řádu ČSAD uvedena MHD Karlovy Vary pod číslem 32300 s 19 linkami číslovanými 1–19. Stejné jízdenky ČSAD platily i na lanovce.
Viz též články Lanové dráhy v Karlových Varech a nikdy nerealizovaná trolejbusová doprava v Karlových Varech.

### Ostrov
Městskou dopravu zajišťují autobusové linky s označením MHD 1 Ostrov a MHD 2 Ostrov (426001 a 426002), které jezdí pouze v pracovní dny. Fakticky jde o dva směry téže linky, linka 1 od nemocnice k nádraží a linka 2 zpět, s množstvím variant trasy. Dopravcem je LIGNETA autobusy s. r. o., na jízdenkách a vozidlech je dopravce označován názvem AD Ligneta regionalbus s. r. o., vlastníkem obou společností je Petr Schmid. Dopravu zajišťuje jeden vůz značky Karosa.
V roce 1988/1989 existovaly v Ostrově dvě linky městského typu, 33050 a 33051, které však neměly oficiálně status městské dopravy. Podobný charakter měly i linky 33060 a 33070 do Jáchymova.
V minulosti byl dopravcem v MHD Ostrov podnik ČSAD autobusy Plzeň, filiálka Ostrov, později firma LIGNETA, po ní Bedřich Zavřel z Ostrova, od září 2006 LIGNETA jako subdodavatel Zavřela a od roku 2007 LIGNETA na vlastní licenci.
Z Ostrova do Jáchymova vedla v letech 1963 až 2006 i zkušební trolejbusová trať ze závodu Škoda Ostrov, která však nikdy nesloužila k veřejné dopravě.
Od 3. července 2017 provoz přebírá Dopravní podnik Karlovy Vary.

### Jáchymov
Městskou dopravu zajišťuje od 3. května 2005 linka s označením MHD 1 s licenčním číslem 426003 (která má několik variant trasy, základní varianta od radnice do otočky Fibichova), provozovatelem je Jaroslav Doležal. Jezdí asi 6 párů spojů v pracovní den, o víkendech pouze jeden večerní pár spojů. Většinu cestujících tvoří školní děti, celkem přepraví MHD kolem 2000 cestujících za měsíc. Jízdenky jsou vydávány ze strojku Setright, od února 2007 z důvodu odcizení strojku byly dočasně nahrazeny ručně vypisovanými paragony. Řidič autobusu zajišťuje i prodej občerstvení (limonády a sušenek). Na lince jezdí od podzimu 2006 malý autobus typu Mercedes-Benz O 309, předtím bulharský autobus Chavdar C-51.
Původně se uvažovalo o zavedení dalších linek, po změně vedení města však začaly být problémy i s dotováním této první linky a před červencem 2007 hrozilo i její zastavení.
Roli místní dopravy mají i regionální linky dopravce Dopravní podnik Karlovy Vary a. s., zejména směrem do Ostrova a Karlových Varů. Do Jáchymova vedla v letech 1963 až 2006 i zkušební trolejbusová trať ze závodu Škoda Ostrov, která však nikdy nesloužila k veřejné dopravě (zachovány zůstaly sloupy trakčního vedení).

### Nejdek
V roce 1988/1989 jezdily dvě linky ČSAD omezené na území města: 32480 (Nejdek – Nejdek, Lesík) a 32490 (Nejdek – Nejdek, Rudné). Neměly status MHD.

## Okres Cheb

### Cheb(aFrantiškovy Lázně)
Od 9. prosince 2007 městskou dopravu v Chebu zajišťuje autobusových 7 linek v číselném rozmezí 1–7, licenční čísla 416001 až 416007. Provozovatelem je podnik Autobusy Karlovy Vary, a.s. Před touto reformou zde bylo 12–13 městských linek. Doprava v regionu je integrovaná možností použít celodenní jízdenky Egronet.
V letech 1897, 1899 a 1904 byla různým žadatelům vydána povolení k zahájení stavebních a montážních prací na tramvajové dráze z Chebu do Františkových Lázní, ta však nikdy postavena nebyla. Po druhé světové válce v této trase jezdil silniční vláček. Charakter městské dopravy má odedávna autobusová linka z Chebu do Františkových Lázní, nyní s číslem 411120. Jiná městská hromadná doprava ve Františkových Lázních není.
Po druhé světové válce byly v Chebu zavedeny tři městské autobusové linky, které až do začátku 70. let byly označeny A, B a C, provozovatelem byl chebský závod ČSAD (později označený číslem 302). Později došlo k rozmachu MHD a byla do ní zaintegrována většina příměstských linek. Na hlavní lince 1 jezdívaly kloubové autobusy. Několikrát se objevily úvahy o zavedení trolejbusů, ale nikdy nedošly realizace. V roce 1988/1989 byla v krajském knižním jízdním řádu ČSAD uvedena MHD Cheb pod číslem 30930 s 9 linkami číslovanými 1–9.
Centrálním uzlem chebské městské i meziměstské autobusové dopravy je autobusové nádraží na náměstí Dr. Milady Horákové, které je ze strategických důvodů umístěno před budovou hlavního železničního nádraží Cheb. Na rok 2011 je plánována stavba moderního autobusového terminálu. Informace o autobusových linkách lze také zjistit v infocentru v nádražní budově.

### Aš
V Aši jezdí autobusové linky s čísly 1 až 3, licenční čísla 415001 až 415003. Provozovatelem je podnik Autobusy Karlovy Vary, a.s. Linky jezdí pouze v pracovní dny, převážně ve špičkách. Městské i regionální linky jsou integrovány do IDOK.
Před odtržením obce Krásná byla oficiálně součástí městské dopravy s číslem 2 i dnešní linka 411280, jejíž význam pro městskou dopravu je i dnes nemalý a obsluhovaná oblast podobná dnešní lince 2.
Pro městskou dopravu má význam i linka 411110. Uvažovalo se i o její přeměně v městskou linku 4. Linkou obsluhovaná obec Podhradí dříve též patřila k Aši. Část spojů linky pokračuje až do Chebu.
V roce 1988/1989 byla v krajském knižním jízdním řádu ČSAD uvedena MHD Aš pod číslem 30940 se 2 linkami číslovanými 1–2.
V Aši se nenachází žádné autobusové nádraží. Autobusové zastávky jsou strategicky rozmístěny po obou stranách hlavního průtahu města (ulice Chebská-Hlavní-Saská). V Aši se používají autobusy značky SOR, konkrétně SOR C 9,5.

### Mariánské Lázně
V systému městské hromadné dopravy jsou 4 autobusové linky v číselném rozmezí 10 až 16 (licenční čísla 417xxx). Jedinou frekventovanější linkou je linka 13. Trasa linky 16 je totožná s trolejbusovou linkou č. 6; do podzimu 2006 se však autobusy na trolejbusových linkách kvůli nedostatků trolejbusů a jejich řidičů objevovaly běžně.
Od 16.1.2009 došlo k významné změně tras i počtu spojů, novinkou jsou ranní a večerní spoje do okolních vesnic a měst (Drmoul, Lázně Kynžvart). V roce 2019 má podnik k dispozici pro městské autobusové linky 7 autobusů (ev. č. 34, 36 až 41), kvůli nedostatku trolejbusů se občas objevují i na trolejbusových linkách.
Dopravu provozuje Městská doprava Mariánské Lázně s. r. o., jehož vlastníkem je ze 60 % město a ze 40 % soukromá firma Dopravní podnik Mariánské Lázně a. s. V minulosti zajišťoval dopravu přímo Dopravní podnik Mariánské Lázně a. s., v letech 2004–2006 Městská hromadná doprava Mariánské Lázně, a. s. stoprocentně vlastněná Dopravním podnikem Mariánské Lázně a. s.
První městská autobusová linka (dopravce Heinrich Bär) jezdila v letech 1913–1914 od nádraží k lunaparku. Tentýž dopravce obnovil autobusovou dopravu v roce 1922. Po městě zajišťovaly dopravu i příměstské linky jiných dopravců. Během druhé světové války byl provoz MHD přerušen. Obnovily ji až roku 1948 Elektrické a autobusové dráhy města Mariánské Lázně, později přejmenovaná na Dopravní podnik města Mariánské Lázně a Městská doprava Mariánské Lázně. Po většinu historie autobusy jen doplňovaly základní trolejbusovou síť. V 70. letech jezdilo 8 autobusových linek s čísly 10 až 18.
Viz též trolejbusová doprava v Mariánských Lázních, (zrušená) tramvajová doprava v Mariánských Lázních.

### Teplá
V roce 1988/1989 jezdily asi 4 linky ČSAD (33820, 33850, 33860, 33880) omezené na území města, které však neměly status MHD a nebyly příliš frekventované. Lince 33820 se podobá dnešní linka 421446 firmy Ligneta.

## Okres Sokolov

### Sokolov
V roce 1988/1989 byla v krajském knižním jízdním řádu ČSAD uvedena MHD Sokolov pod číslem 38510 se 13 linkami číslovanými 1, 2, 3, 3A, 4, 5, 6, 6A, 7, 8, 9, 10, 11.
V Sokolově jezdí autobusové linky 1, 2, 3, 4, 5, 6, 7 a 33, licenční čísla 485001, 485002, 485003, 4805004, 4805005, 4805006, 4805007 a 485033.
MHD Sokolov zahrnuje i město Březová, městys Svatava a obce Dolní Rychnov, Lomnice, Citice a Těšovice a platí v ní tarif IDOK.
Provozovatelem byl podnik Autobusy Karlovy Vary, a.s.
Od 1. ledna 2019 je provozovatelem MHD společnost Ligneta autobusy s.r.o. Dopravce si pro tuto činnost pořídil 11 nových dieselových nízkopodlažních autobusů MAN, vybavených vnějšími a vnitřními elektronickými panely zobrazujícími informace o trase linky a akustickým systémem hlášení zastávek od společnosti BUSE a odbavovacím systémem od Mikroelektroniky.

### Chodov
Převážně spoje mezi sídlištěm a nádražím s asi hodinovým až dvouhodinovým intervalem obsahovala v roce 1988/1989 linka ČSAD 38790, která však neměla status MHD. Dnešní linka 480790 (Autobusy Karlovy Vary, a.s.) obsahuje již jen jediný školní spoj.

### Kraslice
V roce 1988/1989 po území města jezdily okružní linky ČSAD 39050, 39060, 39070 (z nichž část projížděla i přes obce Stříbrná a Bublava) a linka 39080 do Lubů, které neměly status MHD. Podobné linky dnes pod čísly 480250 a 480260 provozuje Autobusy Karlovy Vary a. s.

### Horní SlavkovaKrásno
Linka 480670 dopravce Autobusy Karlovy Vary, a.s. zajišťuje městskou dopravu v Horním Slavkově a několik spojů zajíždí i do Krásna. Linka nemá status městské autobusové dopravy a je zahrnuta v IDOK.